# تييري ميسان
تييري ميسان (بالفرنسية: Thierry Meyssan) (من مواليد 18 مايو 1957، تالنس، جيروند) صحافي وناشط سياسي فرنسي. له كتابات عديدة وتحقيقات جريئة خاصة منها ما تعلق بمناهضة سياسة اليمين المتطرف. وتبرز في هذا الإطار حملته الشهيرة ضد الجبهة الوطنية، الحملة التي استدعت تحقيقاً برلمانياً كان وراء انشقاق حزب اليمين المتطرف، كما يشهد له بالوقوف في وجه الكنيسة الكاثوليكية ومناوراتها. اشتهر بكتابه «الخدعة الرهيبة» الذي يشكك في الرواية الرسمية لأحداث 11 سبتمبر 2001.

## مسيرته
التحق بقيادة الحزب الراديكالي اليساري، وهو هيئة سياسية داخل اليسار المعتدل، عام 1994، إذ شارك باسمه في الحملة الانتخابية لبيرنارد تابي (الانتخابات الأوروبية عام 1994)، وحملة كريستيان توبيرا (الانتخابات الرئاسية لعام 2002).
وفي السنة ذاتها، أي 1994، أنشأ ميسان جمعية شبكة فولتير، وهو رئيسها الدائم. كما شغل من سنة 1996 إلى 1999 منصب منسق «اللجنة الوطنية للاحتراز ضد اليمين المتطرف». اللجنة التي كانت تعقد كل أسبوع اجتماعاً تحضره أهم الأحزاب السياسية والنقابات وجمعيات اليسار الفرنسي، من أجل الخروج برؤية موحدة في مواجهة اللاتسامح المتصاعد.
حل محل إيما بونينو على رأس «التنسيق الراديكالي اللاتحريمي». وهي منظمة عالمية تهدف إلى مكافحة الجريمة المنظمة عبر سد الطريق أمام مصدر تمويلها الرئيسي، أي حظر استعمال المخدرات.

### 11 سبتمبر
أصدر ميسان مؤلفاً جدلياً الخدعة الرهيبة في موضوع أحداث 11 سبتمبر 2001، كتاب يؤكد فيه أن هذه الأحداث تمت بتواطؤ مع مسؤولين في الجهاز العسكري-الصناعي الأمريكي بغية إيجاد نظام عسكري توسعي. هذا المؤلف الذي أصبح أروج الكتب مباشرة بعد إصداره، تمت ترجمته إلى سبعة وعشرين لغة.تلاه كتاب آخر بعنوان البانتكايت، وفيه يؤكد ميسان أن البنتاغون استهدف بصاروخ محكم وليس بطائرة ركاب مخطوفة كما جاء في رواية البيت الأبيض.
بعد إصداره للكتابين السالفي الذكر، قاد ميسان حملة شرسة على مستوى منظمة الأمم المتحدة، إذ طالب بتعيين لجنة تقصٍّ دولية في هذه الانفجارات، غير أنه لم يفلح في ذلك.
ولقد أصبح ميسان شخصاً غير مرغوب فيه على التراب الأمريكي عام 2002. وبحسب إحدى إحصائيات الأمن الداخلي، بتاريخ يونيو 2005، تم إصدار أكثر من 3000 مؤلف في العالم لتأييد أو مناهضة أطروحة الرجل. وفي عام 2005 أصدرت وزارة الدولة كتيباً تصف فيه ميسان وجمعيته شبكة فولتير بالمصدرين الأساسيين للتشويه الإعلامي لصورة أمريكا في العالم.
كما استغل ميسان مداخلاته العديدة عبر وسائل الإعلام الدولية للتنديد بفكر ليو ستروس وبرنارد لويس وصامويل هنتنجتون في إطار صراع الحضارات، منادياً في المقابل بضرورة الاتحاد بعيداً عن الانشطار الفلسفي والديني لمقاومة ما سماه «مشروع الهيمنة الشاملة للولايات المتحدة الأمريكية».
خلال شهر نوفمبر 2005 ترأس ميسان مؤتمر المحور من أجل السلام 2005، حيث استقبل أكثر من 130 مشاركاً (مثقفين، ديبلوماسيين، رجال سياسة، صحافيين...إلخ)، قادمين من 37 بلداً لتدارس الوضع الدولي وللدعوة إلى التعبئة الشعبية في فرض مبادئ القانون الدولي والسلام في العالم والوقوف في وجه المحافظين الجدد والإمبريالية الأمريكية.

### تدخل الناتو في ليبيا
انتقد وشكك في الأهداف الحقيقية لتدخل الناتو في ليبيا. وطرح رأياً يقول أن فرنسا خططت للحرب على ليبيا قبل أحداث بنغازي. وكان من بين المتواجدين في طرابلس، وكانت تقاريره الصحفية موالية لنظام القذافي.
بعد سقوط طرابلس في أيدي الثوار، كان تييري من مجموعة الصحفيين الذين أفرج عنهم من فندق ريكسوس، بعد عدة أيام من حصار وسط معارك بين قوات القذافي والثوار.

## وصلات خارجية
- تييري ميسان على موقع IMDb (الإنجليزية)
- شبكة فولتير موقع تييري ميسان الرسمي.
- محور من أجل السلام نسخة محفوظة 27 ديسمبر 2005 على موقع واي باك مشين.، مؤتمر أجراه تييري ميسان.
- snopes.com
- تيري ميسان.. الخديعة الكبرى لقاء فيصل القاسم بتييري ميسان.